# Troupe de La Monnaie en 1785

## Composition de la troupe duThéâtre de la Monnaieen1785
L'année théâtrale commence le 28 mars 1761 et se termine le 4 mars 1786.
| Acteurs et chanteurs         | Actrices et chanteuses    |
| ---------------------------- | ------------------------- |
| Adam                         | Adam                      |
| Bultos                       | Bugué                     |
| Bursay                       | Bursay                    |
| Bursay fils                  | Châteauneuf               |
| Calais                       | Cifolelli                 |
| Châteauneuf                  | Darcourt                  |
| Debatty                      | Destival                  |
| Dermilly                     | D'Humainbourg             |
| Dorgeville                   | D'Humainbourg (la petite) |
| Dusauzin                     | Dorgeville                |
| Garnier                      | Dubuisson                 |
| Gillis                       | Lagoue                    |
| Grégoire                     | Latour                    |
| La Rivière                   | Le Roy                    |
| Le Jeune                     | Mees                      |
| Maréchal                     | Murson                    |
| Mees                         | Rogier                    |
| Milord                       | Talbeau                   |
| Saint-Vair                   |                           |
| Sonvau                       |                           |
| Vanhove                      |                           |
| Danseurs et figurants        | Danseuses et figurantes   |
| Devos, maître de ballet      | D'Humainbourg             |
| Gambu                        | D'Humainbourg nièce       |
|                              | Devos                     |
|                              | Eblain                    |
| Orchestre                    |                           |
| Vitzthumb, maître de musique | L'Artillion               |
| Aucaigne                     | Laur                      |
| Bauwens                      | Lion                      |
| Bischoff                     | Lohen                     |
| Borremans                    | Maréchal                  |
| Classens                     | Mechtler                  |
| Dewinne père                 | Milord                    |
| Dewinne fils                 | Moris                     |
| Doudelet                     | Oostens                   |
| Durand                       | Poitiaux                  |
| Gehot 1                      | Toussaint                 |
| Gehot 2                      | Van Hamme                 |
| Immers                       | Van Maldere aîné          |
| Ipperseel                    | Van Maldere cadet         |
| Langlais                     | Zeghers                   |
| Autre personnel              |                           |
| Flon, imprimeur              | Devits, receveur          |

### Source
- Nouvel almanach ambigu-chantant, Gand 1786.